# فرانك أوديا
فرانك أوديا هو رائد أعمال وكاتب كندي، ولد في 1945.